# Старий Косів
Старий Ко́сів — село Косівського району Івано-Франківської області. Входить до складу Косівської міської громади.

## Історія
Вперше згадується в 1318 році.
Розпорядженням Ради Міністрів 19 березня 1928 р. місто Косів було значно розширене за рахунок приєднання частин сіл Старий Косів і Вербовець.

## Населення

### Мова
Розподіл населення за рідною мовою за даними перепису 2001 року:
| Мова            | Кількість | Відсоток |
| --------------- | --------- | -------- |
| українська      | 1697      | 99.47%   |
| російська       | 5         | 0.29%    |
| інші/не вказали | 4         | 0.24%    |
| Усього          | 1706      | 100%     |

## Відомі люди
В селі народилися:
- Вербівська Надія Василівна — майстриня художньої кераміки;
- Гринюк Марія Миколаївна (нар. 1959) — український мистецтвознавець, майстриня художньої кераміки, громадська діячка.
- Девдюк Микола Васильович (1904—1991) — український майстер різьби по дереву;
- Девдюк Василь Григорович (1873—1951) — український майстер різьби по дереву, засновник косівської школи різьблення;
- Ємець Максим Михайлович (1994—2025) — український військовослужбовець, учасник російсько-української війни.
- Козак Ірина Михайлівна (1934—2004) — українська майстриня декоративного розпису;
- Лепкалюк Ірина Миколаївна — лицарка Срібного Хреста Заслуги;
- Лепкалюк Кость — посол (депутат) першого скликання Галицького сейму;
- Лепкалюк Олексій Васильович (1956—2014) — сержант Збройних сил України, загинув у боях за Луганськ;
- Рощиб'юк Ганна Йосипівна — українська майстриня художньої кераміки. Членкиня Спілки художників України;
- Сусак Іван Іванович (1928—1995) — з 1946 по 1986 директор Вербовець-Коневської школи, відмінник народної освіти;
- Ходан Михайло Михайлович — український архітектор, член Спілки архітекторів України з 1978 року;
- Яремин Ігор Васильович  — український травматолог, кандидат медичних наук, доктор філософії.